# Crocus etruscus

Crocus etruscus es una especie de planta fanerógama del género Crocus perteneciente a la familia de las Iridaceae. Es originaria de  Italia.

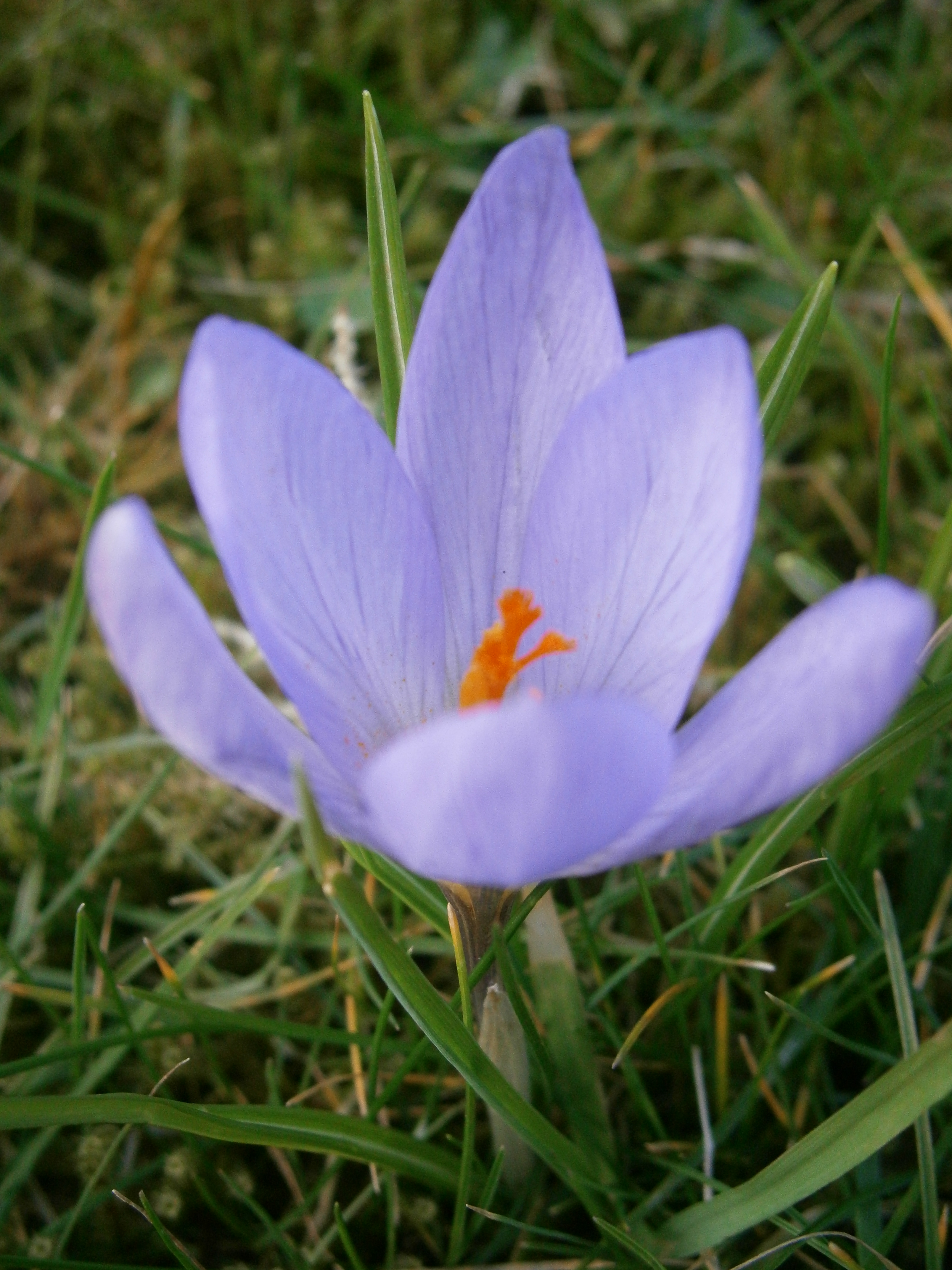
Flor

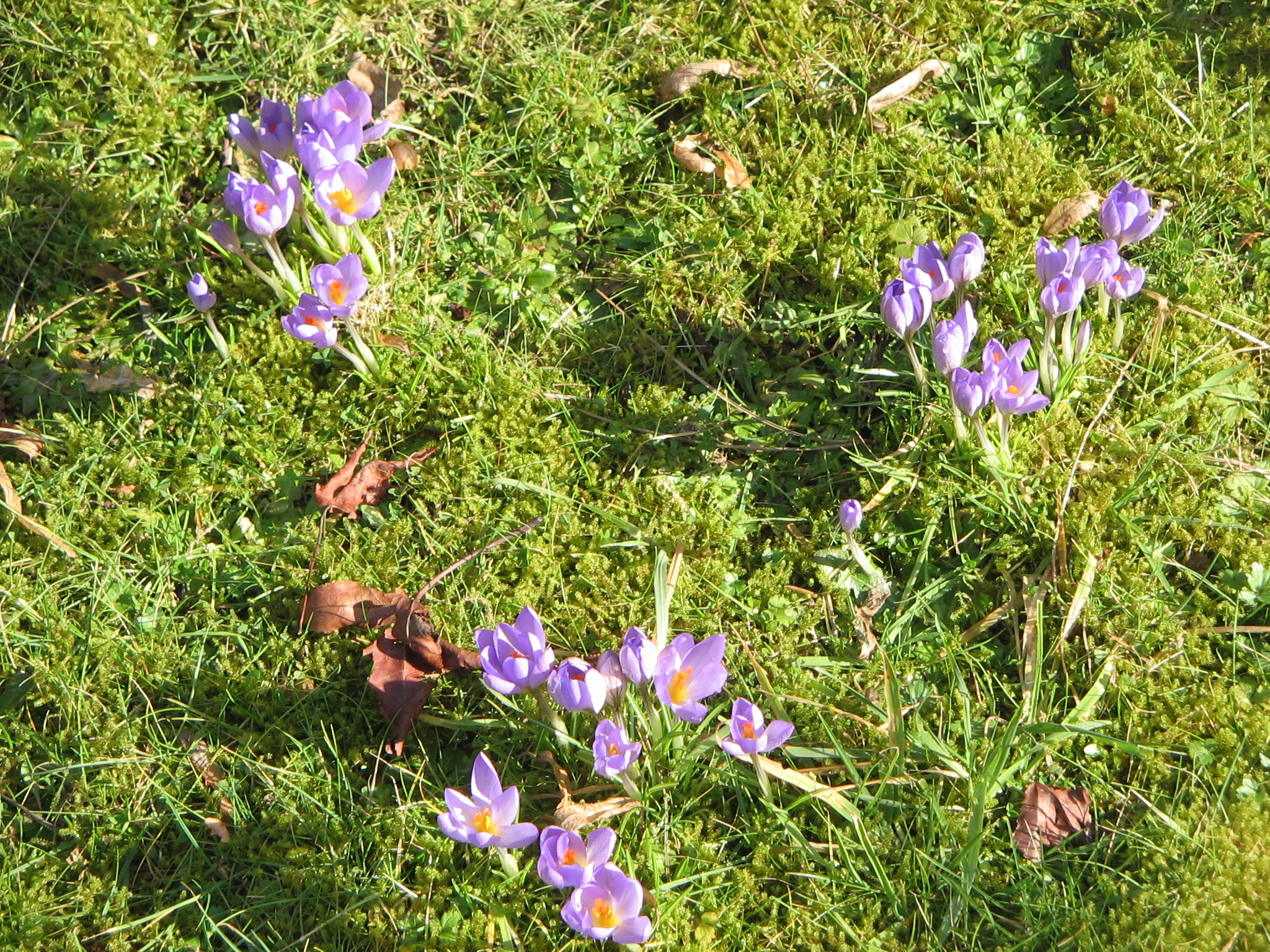
Vista de la planta

## Descripción
Tiene un cormo perenne que alcanza un tamaño de 8 cm de altura. Las flores son de color lila con vetas púrpura y naranja con prominentes estigmas y aparecen a principios de primavera.
En la naturaleza, la planta está considerada "casi amenazada". Sin embargo, también aparece en el cultivo.  
Esta planta se ha ganado el Award of Garden Merit de la Royal Horticultural Society.

## Distribución y hábitat
Crocus etruscus es de los bosques de la Toscana central (Italia), es fácil de cultivar en el sol o en parte con sol.

## Taxonomía
Crocus etruscus fue descrita por Filippo Parlatore y publicado en Fl. Ital. 3: 228 1860.
Etimología
Crocus: nombre genérico que deriva de la palabra griega:
κρόκος ( krokos ). Esta, a su vez, es probablemente una palabra tomada de una lengua semítica, relacionada con el hebreo כרכום karkom, arameo ܟܟܘܪܟܟܡܡܐ kurkama y árabe كركم kurkum, lo que significa " azafrán "( Crocus sativus ), "azafrán amarillo" o la cúrcuma (ver Curcuma). La palabra en última instancia se remonta al sánscrito kunkumam (कुङ्कुमं) para "azafrán" a menos que sea en sí mismo descendiente de la palabra semita.
etruscus: epíteto geográfico que alude a su localización en la Toscana en Italia.